# Maestro di Città di Castello
Il Maestro di Città di Castello (... – prima metà del XIV secolo) è stato un pittore italiano di scuola senese, seguace di Duccio di Buoninsegna e Ugolino di Nerio.

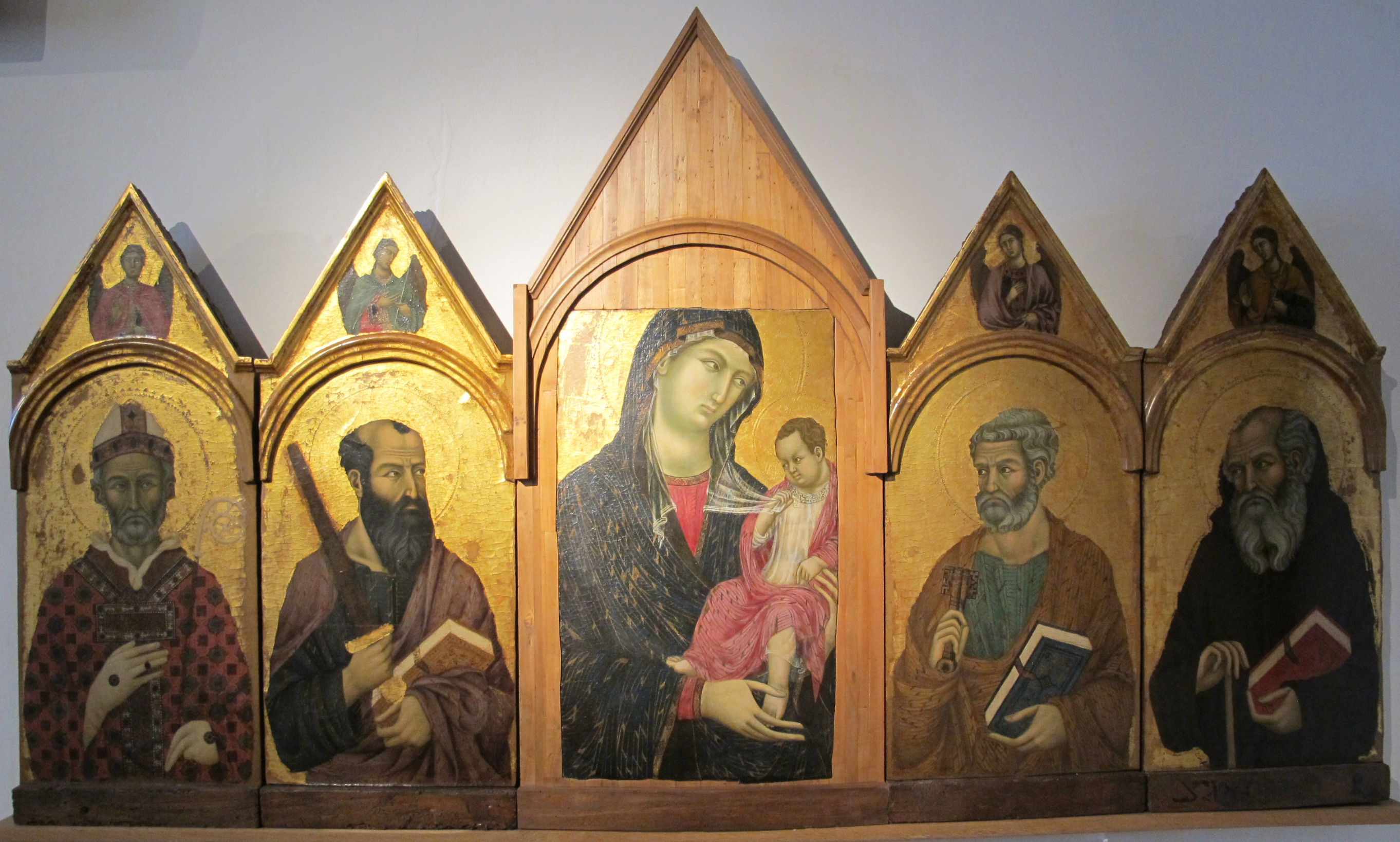
Polittico nella Pinacoteca Nazionale di Siena

Tra i principali artisti della scuola di Duccio, il suo corpus di opere venne ricostruito a partire da una Maestà proveniente dalla chiesa di San Domenico in Città di Castello e ora nella Pinacoteca locale, e comprende due polittici della pinacoteca nazionale di Siena (uno dei quali aveva la parte centrale con la Madonna col Bambino nel Museo dell'Opera del Duomo, poi riunita), una Madonna a Copenaghen (Statens Museum for Kunst), un San Giovanni e un San Pietro a New Haven (Yale University Art Gallery) e altre opere minori sparse.